# 養老町立日吉小学校
養老町立日吉小学校（ようろうちょうりつ ひよししょうがっこう）は、岐阜県養老郡養老町にある公立小学校。

## 通学区域
- 通学区域は宇田、橋爪、中、豊、安久、色目、室原、金屋の一部であり、公立中学校の進学先は養老町立高田中学校である[1]。

## 沿革
- 1873年（明治6年）
  - 2月 - 日新義校が開校。校区は橋爪村、中村、豊村、安久村、大塚村[注釈 1]、高畑村。
  - 3月 - 致遠学校が開校。校区は宇田村。
- 1873年（明治9年） - 日新義校から大塚村、安久村、高畑村が離脱し、文開学校[注釈 2]を開校する。
- 1885年（明治18年）11月 - 敬業学校、敬業支校、致遠学校、日新義校が合併し、謙益学校となる。飯田村に飯田分教場、祖父江に祖父江分教場、江月村に江月分教場を設置。
- 1886年（明治19年）
  - 11月 - 宇田尋常小学校に改称する。
  - 12月 - 飯田分教場が飯田尋常小学校、祖父江分教場が祖父江簡易科小学校、江月分教場が江月簡易科小学校として独立する[注釈 3]。
- 1889年（明治22年）7月1日 - 宇田村、橋爪村、中村、豊村、安久村が合併し、日吉村が発足。
- 1893年（明治26年） - 日吉尋常高等小学校に改称する。校区は日吉村と多芸村の一部（多岐・飯積）。
- 1902年（明治35年） - 多芸村多岐地区の委託を解消。
- 1921年（大正10年） - 多芸村に多芸尋常小学校が開校したことにより、多芸村飯積地区の委託を解消。
- 1941年（昭和16年）4月1日 - 日吉国民学校に改称する。
- 1947年（昭和22年）4月1日 - 日吉村立日吉小学校に改称する。
- 1954年（昭和29年）11月3日 - 高田町、養老村、上多度村、広幡村、池辺村、笠郷村、小畑村、多芸村、日吉村、合原村の一部と合併し、養老町が発足。同時に養老町立日吉小学校に改称する。
- 1955年（昭和30年）4月 - 旧・合原村（室原地区）が校区となる。
- 1964年（昭和39年） - 現在地に移転。

### 合原村立合原小学校
合原村立合原小学校は、不破郡合原村（現・不破郡垂井町栗原、養老郡養老町室原）が校区であった。現在は垂井町立合原小学校として、校区は垂井町栗原のみである。ここでは参考として、室原地区を中心にして記述する。1897年から1945年までの合原小学校は垂井町立合原小学校#沿革を参照。
- 1874年（明治7年）11月 - 室原村に原生義校が開校。廃院となった知善院を仮校舎とする。
- 1881年（明治14年） - 原生小学校に改称する。
- 1885年（明治18年） - 原生小学校と栗原村の省成学校と合併し、両原小学校となる。
- 1889年（明治22年） - 室原簡易科小学校に改称する。
- 1893年（明治26年） - 栗原村が分離し、栗原簡易科小学校が開校する。
- 1897年（明治30年） - 
  - 栗原村と室原村が合併し、合原村が発足。
  - 室原簡易科小学校と栗原簡易科小学校が合併し、合原尋常小学校となる。校舎は旧・栗原簡易科小学校を使用することとなり、室原地区から学校が無くなる。
- 1946年（昭和21年） - 学制改革により合原村と日吉村で組合立合日中学校を設置。中等教育（国民学校高等科1・2年）を開始。
- 1947年（昭和22年） - 合日中学校を廃止。合原村は組合立不破中学校校区、日吉村は組合立高田中学校校区となる。
- 1954年（昭和29年）
  - 11月3日 - 高田町、養老村、上多度村、広幡村、池辺村、笠郷村、小畑村、多芸村、日吉村、合原村の一部（室原）と合併し、養老町が発足。室原地区の児童は引き続き合原小学校に、中学生は組合立不破中学校に通学する。
- 12月1日 - 合原村が垂井町に編入される。
- 1955年（昭和30年）4月 - 室原地区の児童は養老町立日吉小学校に転入する。中学生は新入生は養老町立高田中学校へ入学し、垂井町立不破中学校の在校生は、卒業まで在籍となる。